# Muscardin

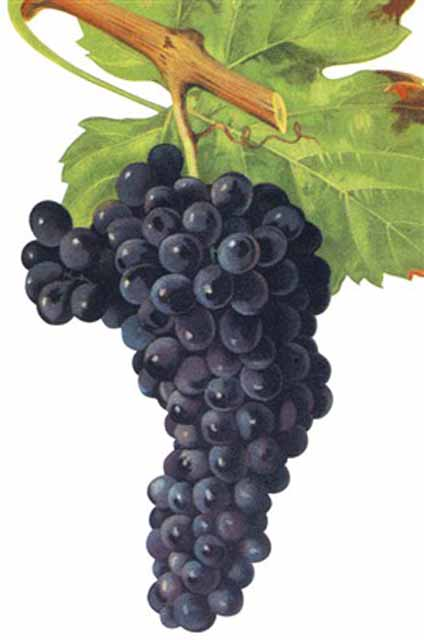
Muscardin im Buch von Viala & Vermorel

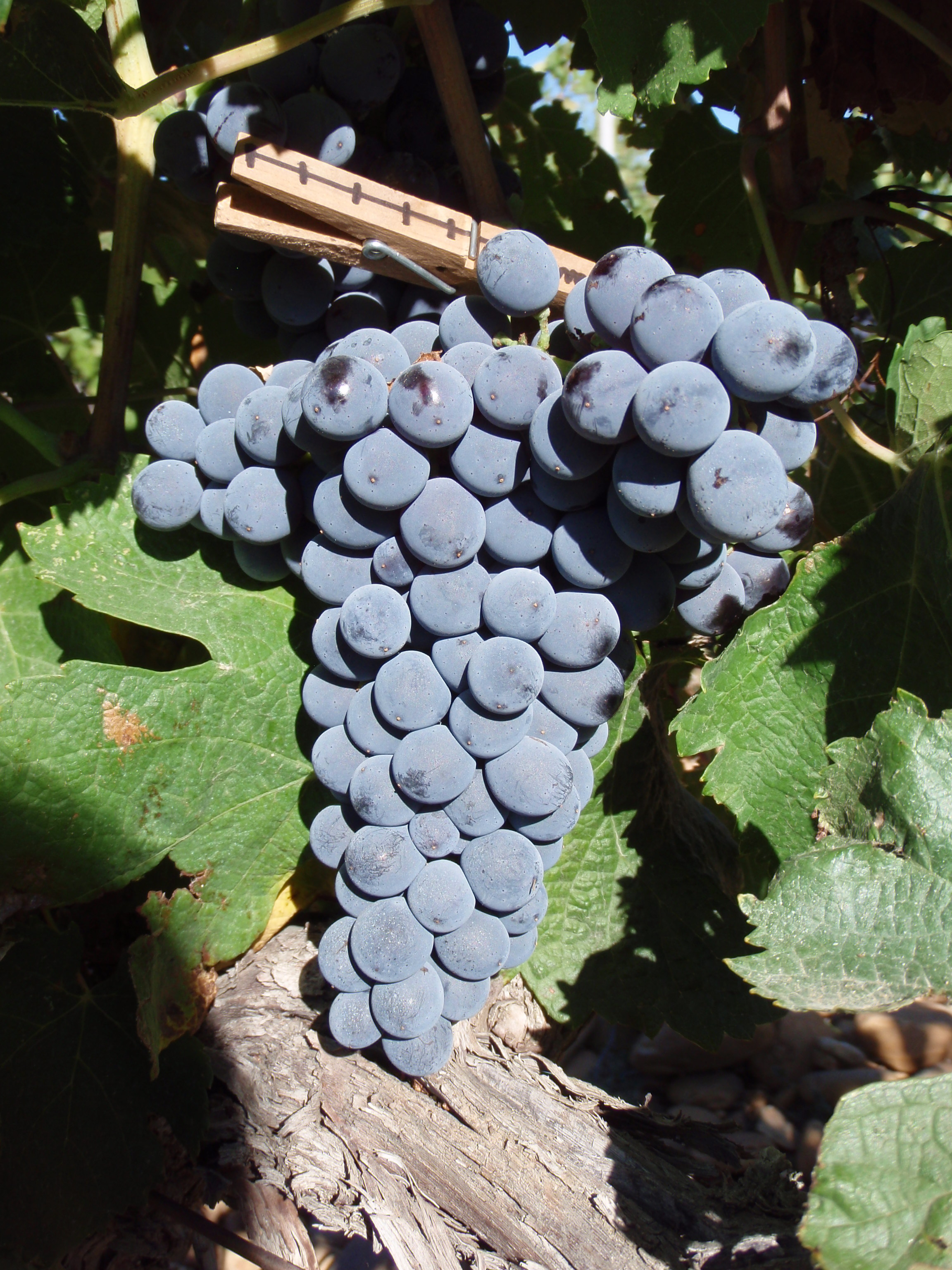
Muscardin

Die Rotweinsorte Muscardin ist eine alte Sorte im Département Vaucluse im Süden Frankreichs. Die Sorte ergibt sehr helle Rotweine mit einem mittleren Alkoholgehalt. Aufgrund der Frische und der Duftigkeit der Weine eignen sie sich hervorragend zum Verschnitt verschiedenen Sorten wie zum Beispiel Grenache, Syrah oder Mourvèdre. Sortenrein wird sie hingegen nie angeboten. Ihr Ursprung ist unbekannt. Der Ampelograph Pierre Galet glaubt eine Verwandtschaft zur Rebsorte Mondeuse zu erkennen.
Muscardin ist in den Appellation d’Origine Contrôlée- (kurz AOC) Weinen Châteauneuf-du-Pape, Côtes du Rhône, Côte du Rhône Villages, Gigondas und Vacqueyras zugelassen. 
Die Rebsorte reift ca. 20 Tage nach dem Gutedel und ist somit für südfranzösische Verhältnisse relativ früh reifend.
Die Anbaufläche von Muscardin nimmt beständig ab und es werden momentan (Stand 2002) keine Neuanpflanzungen vorgenommen. Ende der 1990er Jahre wurden noch ca. 18 Hektar bestockter Rebfläche erhoben.
Synonyme: Muscadin, Muscardin noir